# تاچیبانا گینچیو
تاچیبانا گینچیو (به ژاپنی: 立花 誾千代 Tachibana Ginchiyo); ۲۳ سپتامبر ۱۵۶۹ – ۳۰ نوامبر ۱۶۰۲) دختر تاچیبانا دوستسو و رهبر خاندان تاچیبانا در دوره سنگوکو از اهالی ژاپن بود. به دلیل اینکه پدرش فرزند پسری نداشت بعد از پدر رهبری خاندان را برعهده گرفت. تاچیبانا گینچیو با تاچیبانا مونه‌شیگه، که به فرزندخواندگی خاندان در آمده بود ازدواج کرد و بدین وسیله توانست بقای خاندان تاچیبانا را ادامه دهد.